# SN 2009jj
SN 2009jj – supernowa typu Ia odkryta 16 sierpnia 2009 roku w galaktyce A222707+1714. W momencie odkrycia miała maksymalną jasność 19,20m.